# Пролонгація
Пролонгація (рос. пролонгация, англ. prolongation, нім. Prolongation f) — продовження строку чинності документа — договору (кредитного чи депозитного або будь-якого), угоди, векселя тощо. Пролонгація відбувається шляхом укладення спеціальної угоди чи доповнення або ж автоматично, в порядку, передбаченому самим договором.
Пролонгація договору може бути автоматичною в разі, якщо це передбачено договором і жодна зі сторін не висловила бажання його розірвати. Неавтоматична пролонгація може оформлятися окремою угодою. Типовий приклад автоматичної пролонгації — продовження строкового банківського депозиту в тому випадку, якщо вкладник не забрав ці кошти у зазначений термін.